# Kolumbia megyéinek zászlói
Ez a galéria Kolumbia megyéinek zászlóit mutatja be.

## Megyék

Amazonas
Antioquia
Arauca
Atlántico
Bolívar
Boyacá
Caldas
Caquetá
Casanare
Cauca
Cesar
Chocó
Córdoba
Cundinamarca
Észak-Santander
Guainía
Guaviare
Huila
La Guajira
Magdalena
Meta
Narino
Putumayo
Quindío
Risaralda
San Andrés y Providencia
Santander
Sucre
Tolima
Valle del Cauca
Vaupés
Vichada

## Szövetségi terület

Fővárosi kerület (Bogotá)